# هنری ویلسون الن
هنری ویلسون اَلن (انگلیسی: Henry Wilson Allen؛ ۱۲ سپتامبر ۱۹۱۲ – ۲۶ اکتبر ۱۹۹۱) با نام هنری هِک اَلن فیلم‌نامه‌نویس، نویسنده و رمان‌نویس اهل ایالات متحده آمریکا بود.  برادر بزرگ‌ترش، رابرت آلن، انیماتوری بود که برای استودیوی مترو گلدوین میر کار می‌کرد. پیش از آغاز حرفه نویسندگی، هنری در مشاغل مختلفی از جمله کار در اصطبل، فروشندگی در فروشگاه، و معدن‌کاری طلا فعالیت داشت.
از فیلم‌های او می‌توان به ستاره قطبی اشاره کرد.